# St George's Hall
St. George's Hall é um edifício neoclássico situado no centro da cidade de Liverpool, frente à estação ferroviária de Lime Street. Uma parte do complexo alberga um teatro para concertos e salas de reuniões e outra parte é sede dos tribunais da cidade. 
Projetado por Harvey Lonsdale Elmes por volta de 1840, o complexo foi inaugurado em 1854, tendo contudo algumas das suas zonas interiores sido inauguradas em 1851. Elmes morrera ainda jovem, antes do edifício estar concluído, deixando o trabalho ao encargo de outros projetistas.
St George's Hall é um dos emblemas do património arquitectónico da cidade. Em 2004, foi enquadrado dentro da Cidade Mercantil Marítima de Liverpool, declarada património da Humanidade, Foi também declarado pelo English Heritage como monumento classificado de grau I.
O teatro de concertos, situado no centro da construção, com forma rectangular, é a zona que ocupa a maior área do edifício. Ao norte do salão de concertos encontra-se os tribunais e na continuação destes outra sala de concertos de menor dimensão, com forma elíptica. A sul da sala principal de concertos existem outras zonas de tribunais. No piso inferior consta um porão no com as celas dos prisioneiros ao longo da ala oeste.